# 南城街道 (铜梁区)
南城街道，是中华人民共和国重庆市铜梁区下辖的一个乡镇级行政单位。

## 行政区划
南城街道下辖以下地区：
南门社区、南城社区、两路社区、桐梓社区、岳阳社区、聚星村、西来村、鱼溅村、黄门村、河东村、马滩村、巴岳村、翠英村和梯子村。